# Vanderlei Farias da Silva
Vanderlei Farias da Silva (Porecatu, Estado de Paraná, Brasil, 1 de febrero de 1984) es un futbolista brasileño que juega como guardameta en el Operário Ferroviário E. C. del Campeonato Brasileño de Serie B.
Inició su carrera deportiva en la Londrina E. C., debutó profesionalmente en 2004.

## Palmarés

### Títulos regionales
| Título                | Club      | País   | Año  |
| --------------------- | --------- | ------ | ---- |
| Campeonato Paranaense | Paranavaí | Brasil | 2007 |
| Campeonato Paranaense | Coritiba  | Brasil | 2008 |
| Campeonato Paranaense | Coritiba  | Brasil | 2010 |
| Campeonato Paranaense | Coritiba  | Brasil | 2011 |
| Campeonato Paranaense | Coritiba  | Brasil | 2012 |
| Campeonato Paranaense | Coritiba  | Brasil | 2013 |

### Títulos nacionales
| Título  | Club     | País   | Año  |
| ------- | -------- | ------ | ---- |
| Serie B | Coritiba | Brasil | 2007 |
| Serie B | Coritiba | Brasil | 2010 |